# جگرهورن
جگرهورن (به لاتین: Jägerhorn) یک کوه در سوئیس است که در کانتون وله واقع شده‌است. جگرهورن ۳٬۹۷۰ متر بالاتر از سطح دریا واقع شده‌است.